# Mycetagroicus
Mycetagroicus (лат.) — род муравьёв трибы грибководов Attini из подсемейства Myrmicinae.

## Описание
Мелкие рыжеватые муравьи (длина  около 2-3 мм). Петиоль компактный, всё тело покрыто мелкими пунктурами. Нижнегубные щупики 2-члениковые. Предположительно, находятся в симбиозе с грибами, выращиваемыми в муравейниках на основе растительной массы.

## Распространение
Род характерен исключительно для Нового Света и встречается только в Неотропике.

## Классификация
Род включает 4 вида:
- Mycetagroicus cerradensis Brandao & Mayhi-Nunes, 2001 typus — Бразилия
- Mycetagroicus inflatus Brandao & Mayhi-Nunes, 2008 — Бразилия[2]
- Mycetagroicus triangularis Brandao & Mayhi-Nunes, 2001 — Бразилия
- Mycetagroicus urbanus Brandao & Mayhi-Nunes, 2001 — Бразилия